# Lemmysuchus obtusidens
Lemmysuchus obtusidens — викопний вид крокодилоподібних плазунів з родини телеозаврів (Teleosauridae), що існував у юрському періоді, 166—163 млн років тому.

## Таксономія
Скам'янілі рештки виду виявлені на початку ХХ століття в Англії та Франції. Вид описаний у 1909 році британським палеонтологом Чарльзом Вільямом Ендрюсом. Науковець відніс його до роду Steneosaurus та назвав Steneosaurus obtusidens. У 1987 році, після ревізії решток тварини, таксон почали вважати молодшим синонімом Steneosaurus edwardsi. Згодом, деякі дослідники вважали його молодшим синонімом Machimosaurus hughii.
У 2013 році в Німеччині знайдено нові повніші рештки Machimosaurus, які суттєво відрізнялися від Steneosaurus obtusidens. У 2017 році було вирішено віднести вид до окремого новоствореного роду Lemmysuchus. Рід названо на честь музиканта Леммі Кілмістера, учасника рок-гурту «Motörhead».